# Lill-Rudsjön
Lill-Rudsjön är en sjö i Strömsunds kommun i Ångermanland och ingår i Ångermanälvens huvudavrinningsområde. Sjön har en area på 0,319 kvadratkilometer och ligger 247,9 meter över havet. Sjön avvattnas av vattendraget Rudsjöån.

## Delavrinningsområde
Lill-Rudsjön ingår i det delavrinningsområde (708049-151516) som SMHI kallar för Utloppet av Öster-Rudsjön. Medelhöjden är 272 meter över havet och ytan är 18,72 kvadratkilometer. Det finns inga avrinningsområden uppströms utan avrinningsområdet är högsta punkten. Rudsjöån som avvattnar avrinningsområdet har biflödesordning 4, vilket innebär att vattnet flödar genom totalt 4 vattendrag innan det når havet efter 179 kilometer. Avrinningsområdet består mestadels av skog (62 procent) och sankmarker (15 procent). Avrinningsområdet har 2,04 kvadratkilometer vattenytor vilket ger det en sjöprocent på 10,9 procent.